# Deir el-Balah (gouvernement)
Het gouvernement Deir el-Balah (Arabisch: دير البلح,
Dayr al Balaḩ) is een van de zestien administratieve gouvernementen waarin de Palestijnse Staat is opgedeeld. Het gouvernement is centraal gelegen in de Gazastrook en heeft elf woonkernen. Volgens het Palestijns Centraal Bureau voor de Statistiek waren er anno 2021 circa 303.000 inwoners.

## Woonkernen

### Steden
- Deir al-Balah

### Andere woonkernen
- An Nuseirat
- Az Zawayda
- Al Bureij
- Al Maghazi
- Wadi as Salqa
- Al Musaddar

### Vluchtelingenkampen
- An Nuseirat Camp
- Al Bureij Camp
- Al Maghazi Camp
- Deir al Balah Camp